# Ils s'aiment
Pour les articles homonymes, voir Ils s'aiment (chanson).
 (mars 2022).
Si vous disposez d'ouvrages ou d'articles de référence ou si vous connaissez des sites web de qualité traitant du thème abordé ici, merci de compléter l'article en donnant les références utiles à sa vérifiabilité et en les liant à la section « Notes et références ».
Ils s'aiment est une pièce de théâtre française écrite par Muriel Robin et Pierre Palmade, mise en scène par Muriel Robin, et créée en octobre et novembre 1996 par les acteurs Pierre Palmade et Michèle Laroque à l'espace culturel Fleuriaye de Carquefou (Loire-Atlantique). Les deux acteurs poursuivent l’interprétation de la pièce à la fin de l’année 1996 et pendant l’année 1997.
Le spectacle est enregistré le 27 mars 1997 au théâtre Marigny à Paris pour une sortie en VHS le 8 février 1999 puis en DVD le 16 mai 2005. Cette pièce donne lieu à deux suites au théâtre : Ils se sont aimés en 2001 et Ils se re-aiment en 2012.
En 2017, la pièce est adaptée sous le titre Elles s'aiment pour un couple lesbien interprété par Muriel Robin et Michèle Laroque.
En 2022, les deux premiers spectacles sont adaptés au théâtre parisien « Le Passage vers les étoiles » sous le titre Ils s’aiment, ils se sont aimés, dans une mise en scène de Grégory Juppin : Romaric Poirier, d’une part, et Xavier Lenczewski et Franck Villette, d’autre part, y incarnent un couple gay.

## Résumé
Tous les bons et mauvais côtés de la vie de couple de Isabelle et Martin y sont abordés : de leur mariage où elle lui fait une révélation à une réconciliation après une dispute sur un repas avec Gérard et Toinette en passant par sa première conduite, une conversation téléphonique alors qu'ils sont avec leurs amants, une discussion assez animée sur leurs parents, et une soirée avec leur meilleur ami qui s'est révélé homosexuel.

## Sketches (dans l'ordre)
- Vive la mariée
- Le permis de conduire
- Stockholm
- Les parents
- Le couple homo
- Des amours d'aéroport (Chanson)
- L'interview (avec Guillaume Durand)
- Marie France et Jean Michel
- Gérard et Toinette
- Rien à se dire
- La réconciliation
- Rappel

## Commentaires
On peut aussi constater que leurs personnages changent de noms durant la pièce. Au début, il s'appellent Delphine Duroque et François Talaron puis ils deviennent Marie-Caroline et Jacques-André et enfin Nicole et Philippe. Ce changement de noms est expliqué par le fait que tous les sketches étaient censés être plusieurs couples différents. Cependant remarquant les ressemblances entre eux, les comédiens prirent le nom de Martin et Isabelle pour les prochaines pièces en suivant un seul et même couple.  La pièce fut suivie de Ils se sont aimés, reprenant les mêmes principes et observant le couple après son divorce, et de Ils se re-aiment, où les personnages retombent amoureux. À l'occasion des vingt ans du spectacle «Ils s'aiment», coécrit par Pierre Palmade et Muriel Robin et interprété sur scène par Pierre Palmade et Michèle Laroque, ce trio complice a sillonné la France pour proposer le meilleur des sketches de ce spectacle devenu entre-temps triptyque. Pour pimenter ces retrouvailles, Muriel Robin les rejoint sur scène, alternant des duos soit avec Palmade, soit avec Laroque. Dans «Elles s'aiment», les deux comédiennes interprètent donc les mêmes sketches qui ont fait le succès d'«Ils s'aiment», mais mettant cette fois en scène les hauts et les bas d'un couple de femmes. Des tracas très semblables, dans le fond, à ceux des couples plus ordinaires. 
Le 18 avril 2022, un téléfilm adaptant les sketchs de ce spectacle, ainsi que ceux du spectacle Ils se sont aimés, intitulé Ils s'aiment...enfin presque ! est diffusé sur TF1.